# Llet maternitzada
La llet maternitzada, llet de fórmula o fórmula infantil és un substitut del consum infantil que intenta imitar la composició nutricional de la llet materna. Es produeix industrialment bastant-se en llet de vaca, que és la més barata i estesa, tot i que també es pot fabricar a partir de llet de soia o d'arròs entre d'altres. Les diferents classes varien en nutrició, calories, gust, digestió i cost.
Per tal d'aconseguir una composició aproximada a la llet materna humana i obtenir beneficis per a la salut de l'infant, qualsevol llet maternitzada ha de contenir carbohidrats, proteïnes, greixos, vitamines i minerals. També es poden afegir substàncies addicionals com són els probiòtics, que ajuden a la digestió, i els àcids grassos poliinsaturats, que intervenen en el desenvolupament dels ulls i del cervell, com per exemple, l'àcid araquidònic (AA) i l'àcid docosahexaenoic (DHA).
S'aconsella administrar llet de fórmula a nadons sense problemes mèdics o dietètics inusuals, tot i que hi ha algunes fórmules especialitzades per aquells infants que ho necessitin. El procés de fabricació està altament regulat i controlat per complir els criteris de qualitat nacionals i internacionals.

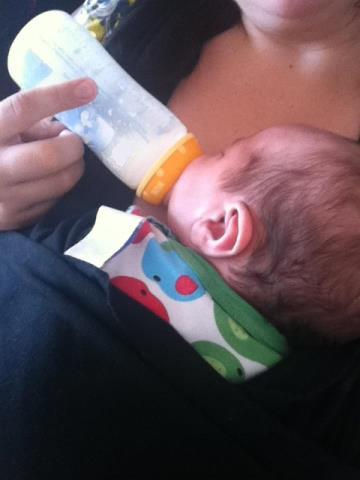
Un infant bevent d'un biberó

## Història
Durant la història, l'ús de substàncies artificials per a l'alimentació de l'infant ha crescut molt ràpidament i ha estat molt influenciat per campanyes publicitàries. Aquest fet va crear un efecte negatiu sobre la tendència de la lactància materna tot i que no hi havia una base científica que ho recolzés.

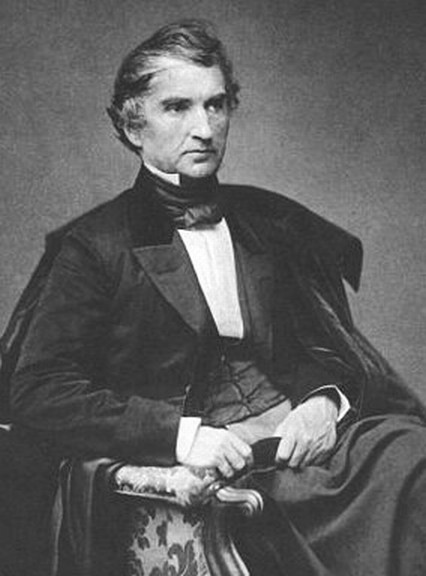
Justus von Liebig

Els primers anàlisis químics de la llet materna i animal es van dur a terme durant el segle xviii. Jean Charles Des-Essartz va dur a terme un experiment en el qual comparava la composició de la llet humana amb la d'altres animals, com ovelles i vaques, i a partir d'aquí es va intentar crear llet artificial basant-se en llet de vaca, que s'assemblés a la llet de la mare ja que aquesta es considerava la ideal.
Al segle xix, Justus von Liebig va patentar i comercialitzar la fórmula infantil (1865). En un primer moment ho va fer en format líquid i després en format pols per millorar la seva conservació. Aquesta fórmula es va considerar l'alimentació perfecta pel nadó.
L'ús de fórmules artificials es va associar a moltes morts infantils a l'estiu del 1870 a causa del deteriorament de la llet deixada a les ampolles. Degut a aquest esdeveniment, durant els anys 1890 i 1910 es va posar èmfasi en la neteja i millora de la qualitat del subministrament de llet així com també en el seu emmagatzematge.
Al 1920, es va començar a desenvolupar una fórmula basada en farina de soia per als infants al·lèrgics a la llet de vaca que no va ser disponible fins a l'any 1929. Aquesta fórmula tenia mancança en nutrients vitals i, per tant, es va complementar amb vitamines. Aquest mateix any, American Medical Association (AMA) va formar el comité d'aliments per aprovar la seguretat i qualitat de la composició de les fórmules infantils.
Entre els anys 1940 i 1950, es considerava que la llet maternitzada era un substitut segur de la llet de la mare. En conseqüència, la lactància materna va experimentar un descens constant en els països industrialitzats fins als anys 70 com a resultat de l'educació prenatal, la intervenció de la indústria alimentària farmacèutica, l'increment de l'enteniment dels riscos de tals fórmules i l'activisme social.
Actualment, molts creuen que el desenvolupament i la publicitat de fórmules infantils han afectat novament la pràctica de la lactància materna. Tot i que la taxa d'alletament matern era del 90% al segle xx, ha disminuït fins al 42% aproximadament al segle xxi. La investigació mostra tendències creixents de nens alimentats amb fórmules que desenvolupen atopia, diabetis mellitus i obesitat infantil. Un informe de 2001 de l'Organització Mundial de la Salut advoca fortament per la lactància materna sobre l'ús de les fórmules, excepte en circumstàncies inusuals.

## Composició

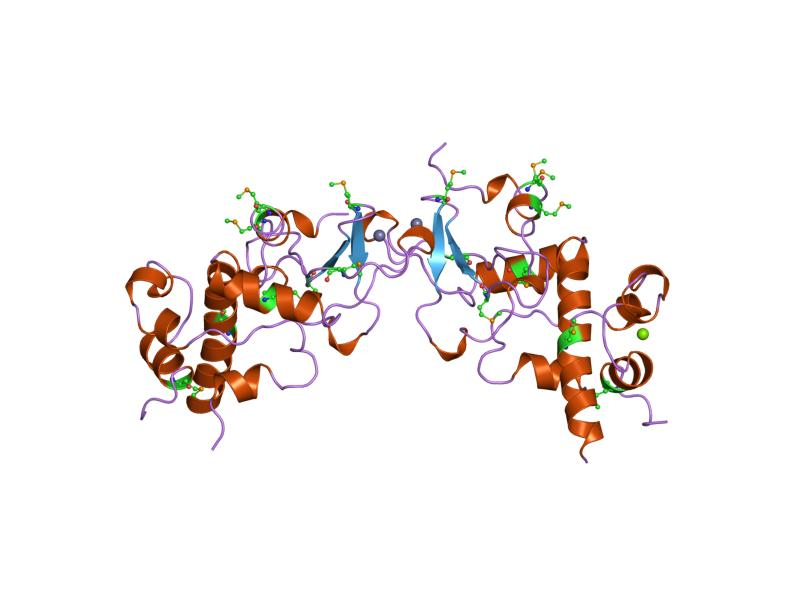
Subunitat beta de la caseïna

La llet es compon principalment de dues proteïnes: la caseïna i el sèrum de llet. La caseïna és una proteïna menys soluble, de manera que tendeix a romandre més temps a l'estómac. Pel contrari, les proteïnes del sèrum de llet són més solubles i, per tant, passen per l'estómac més ràpidament. La proporció d'aquestes proteïnes a la llet materna humana varien segons l'etapa de lactància; la quantitat de sèrum és major durant els primers dies de lactància, després la proporció va sent més semblant fins a arribar a ser igual als 12 mesos. Per tant, per aconseguir aquestes proporcions a la llet maternitzada, el que fan és addicionar concentrat de proteïna de sèrum per ajustar-ho.
La composició de la fórmula infantil està estrictament regulada i cada fabricant ha de seguir les pautes establertes per les agències governamentals. Tots els components principals afegits a la fórmula (proteïnes, lípids, hidrats de carboni) tenen un rang de valors mínims i màxims per a la seva efectivitat i aquests han de durar tota la vida útil del producte. Pels aminoàcids, només es poden afegir formes L d'aminoàcids ja que les formes D poden causar acidosi D-làctica. S'ha d'evitar la fructosa a causa de la seva intolerància. Tampoc es permeten greixos, olis hidrogenats ni la radiació ionitzant del producte de fórmula, ja que podria provocar un deteriorament del producte.

## Tipus
Tot i l'evidència de que la llet humana té una gran varietat d'avantatges ja siguin nutricionals o no, les dades més recents dels Centres de Control i Prevenció de Malalties (CDC) indiquen que només el 79% de les dones començaran a alletar els seus nadons en néixer i als 6 mesos d'edat, aquesta proporció baixa aproximadament fins al 19%. Per això, el nombre i la varietat de fórmules infantils han augmentat enormement durant l'última dècada. Per aconseguir una fórmula apropiada per a la salut del nadó n'hi ha de diferents tipus.

### Fórmules estàndards
La font de proteïna és la llet de vaca, la lactosa és la principal font d'hidrats de carboni, els greixos provenen d'una barreja d'olis vegetals i el ferro és un mineral essencial. L'AAP recomana actualment, que, des del naixement fins al primer any de vida, s'utilitzi una fórmula estàndard fortificada amb ferro per a tots els lactants que no siguin alletats. Les fórmules baixes en ferro es consideren nutricionalment inadequades i no es recomanen.
En aquesta fórmula també hi ha canvis en els greixos làctics: s'han inclòs els àcids grassos poliinsaturats de cadena llarga (LCPUFA), específicament l'àcid docosahexaenoic (DHA) i l'àcid araquidònic (ARA), ja que s'havien trobat continguts més alts en el cervell dels lactants en comparació amb els que s'havien alimentat de fórmules infantils anteriorment. L'addició de LCPUFA es comercialitza com a millora del neurodesenvolupament dels lactants.

### Fórmules especialitzades
Un petit percentatge dels nadons acabats de néixer requereixen fórmules especialitzades. Aquests solen ser nadons prematurs o de baix pes, o lactants amb malalties metabòliques i malformacions intestinals. Les fórmules són baixes en sodi per aquells lactants que necessiten restringir la ingesta de sal, o també hi ha fórmules de proteïnes ‘predigestades' pels lactants que no poden tolerar o són al·lèrgics a les proteïnes de la llet de vaca (caseïna i sèrum de llet). A més, existeixen fórmules per a lactants "més famolencs" o fórmules per abans de dormir, tot i que no es consideren estrictament fórmules especialitzades.

#### Fórmules de creixement
Aquests tipus de fórmules s'han introduït al mercat recentment tot i ser molt més cares que la llet de vaca. No són una necessitat en la nutrició dels nens petits, sinó que són una alternativa pels nens d'entre 1 i 3 anys per compensar les deficiències nutricionals que es poden produir en la fase de transició de la nutrició infantil a l'alimentació familiar, sobretot quan prevalen males pautes dietètiques a la família.
En comparació amb la fórmula estàndard, aquesta té una elevada quantitat de vitamina A i D, ferro i zinc. Ara bé, s'ha de disminuir la ingesta global de proteïnes que tendeix a ser superior als valors de referència per a aquesta edat. Això es pot aconseguir diluint la llet de vaca en greixos a un nivell de proteïna comparable a les fórmules infantils i substituint parcialment el greix de la llet de vaca amb olis vegetals adequats per augmentar el contingut d'àcids grassos essencials.

#### Fórmules de símptomes específics
Els còlics infantils i el reflux gastroesofàgic entre altres han conduït a la creació i comercialització d'una categoria de fórmules específiques per a nadons. Aquestes estan dissenyades per reduir les regurgitacions i semblen permetre un creixement satisfactori. Tot i això, el seu ús en casos de reflux sense complicacions no està recolzat pel Comitè de Nutrició ESPGHAN, ja que el reflux gastroesofàgic no sol provocar efectes adversos per a la salut i desapareix espontàniament als 3 mesos d'edat.
Les principals modificacions d'aquestes llets inclouen proteïnes parcialment hidrolitzades amb una reducció de lactosa o sense lactosa i/o probiòtics afegits. Els carbohidrats es substitueixen per midó d'arròs o midó de blat de moro precuinat per augmentar la viscositat, de tal manera que s'espesseix amb l'ambient àcid de l'estòmac. Diverses fórmules fan servir xiclet de garrova, que no es trenca amb l'amilasa salival i, per tant, manté la viscositat.

#### Fórmules sense lactosa
La lactosa és el disacàrid primari tant en llet de vaca com en llet humana i es considera una font primària d'energia necessària pel creixement. El que varia en aquest tipus de llet és que el sucre principal és la glucosa. És una llet indicada pels nadons que tinguin una deficiència congènita o transistent de lactasa. Aquesta fórmula pot contenir proteïna de soia o llet de vaca, i en el cas d'aquesta última, l'absència de lactosa no afecta el creixement normal dels lactants.

#### Fórmules per a nadons prematurs
Els nadons prematurs es caracteritzen per tenir una reserva escassa de nutrients, uns requeriments elevats d'energia i aigua, i alteracions per immaduresa, així com a vegades també poden patir malalties greus relacionades amb la digestió, absorció, metabolisme i excreció de nutrients.
Aquestes fórmules tenen un contingut proteic més elevat que les fórmules estàndard, així com també tenen una quantitat major d'electròlits, calci i fòsfor. Estan indicades per a nadons prematurs amb un pes inferior als 2.500 grams. Com que els nadons tenen deficiència de la lactasa intestinal, es sol substituir un 50% de la lactosa per polímers de glucosa. Respecte als lípids, en la majoria d'aquestes fórmules hi ha una barreja de grases vegetals, triglicèrids de cadena mitjana i grasa làctea. Així com altres fórmules, també és essencial l'incorporació d'àcids grassos poliinsaturats de cadena llarga.

#### Fórmules post-alta hospitalària
Aquestes fórmules estan dissenyades específicament per a nadons prematurs durant 3-12 mesos després de l'alta de l'hospital. Estan enriquides amb proteïnes i es complementen de manera variable amb minerals, vitamines i oligoelements en comparació amb les fórmules estàndards. No hi ha evidències científiques que recolzin que aquestes fórmules proporcionen beneficis respecte a altres fórmules per a nadons prematurs, tant en paràmetres de creixement com de neurodesenvolupament.

#### Fórmules de proteïnes de llet de vaca hidrolitzades
Estan preparades a partir de llet de vaca amb olis vegetals afegits, vitamines, minerals i ferro.

##### Parcialment
Són sovint definides com a llets comfort. Es tracta de fórmules produïdes amb l'objectiu de simular la inducció de la tolèrancia oral conservant pèptids de mida suficient i immunogenicitat. Són fórmules de llet de vaca modificada basades en sèrum de proteïna al 100%. No són considerades hipoalergèniques, però són digerides més ràpidament reduint el temps de trànsit i distress gastointestinal per a infants que experimenten molèsties, còlics i/o restrenyiments. Algunes, contenen lactosa a concentracions més baixes que les fórmules estàndard i se’ls afegeix midó com a agent espessidor.

##### Excesivament
Són fórmules que pateixen una hidròlisi química o enzimàtica que redueix el pes molecular aconseguint petits pèptids i aminoàcids, de manera que es neutralitzen el epítops alergènics. Són considerades hipoalergèniques pels estàndards del FDA i són menys propenses a causar una reacció al·lèrgica. Per això, són recomanades pels nadons intolerants o sensibles a la llet de vaca o la proteïna de soia i per aquells que pateixin malalties gastrointestinals o malalties hepatobiliars relacionades amb malabsorció. Aquestes fórmules són menys gustoses que les estàndards i s'han d'obtindre amb prescripció mèdica al contrari de les altres que no en necessiten.

#### Fórmules a base de soia
Són fórmules d'origen vegetal en que el component proteic principal s'obté de la proteïna purificada de la soia, la qual és tractada posteriorment amb calor per reduir l'activitat dels inhibidors de tripsina i hemaglutinina. S'afegeixen olis vegetals (greixos), xarop de blat de moro i /o sacarosa (hidrats de carboni). No contenen lactosa per la qual cosa són adequades per a lactants que siguin intolerants o també al·lèrgics a tota proteïna de llet de vaca. Tot i això, es discuteix el seu ús en aquests nens ja que la proteïna de soia també és molt alergènica així com totes les proteïnes heteròlogues les quals poden induir una nova hipersensibilitat. Aquestes fórmules han de ser suplementades amb metionina i L-carnitina ja que la soia no en disposa, i també, s'han d'enriquir amb ferro i zinc a causa de la seva baixa disponibilitat en la planta. Es fan ús d'aquestes fórmules per alimentar a nadons que pateixen galactosemia, són intolerants a la lactosa o els pares dels quals busquen una dieta vegetariana. No són recomanades per a nadons prematurs o de baix pes o per a la prevenció de còlics.

#### Fórmules a base d'arròs

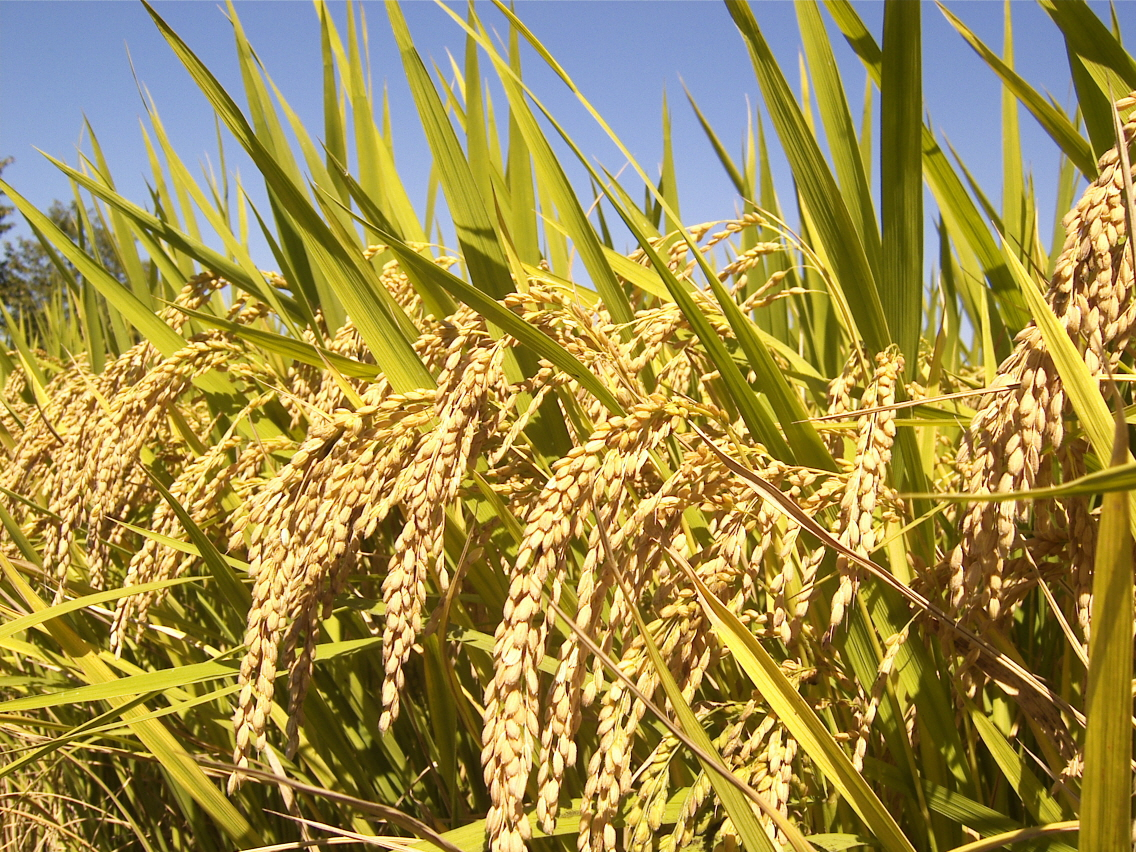
Planta d'arròs

L'arròs és un dels primers aliments sòlids que es donen als infants a la majoria de cultures, en part per la seva hipoalergenicitat per la manca de gluten. És un cereal ric en metionina i cisteïna, tot i que és una font incompleta de proteïnes siguent la lisina i la treonina els aminoàcids limitants primaris. Per això, les proteïnes d'arròs es solen enriquir amb aquests dos aminoàcids per millorar la qualitat. Són considerades bona opció si el nadó no tolera la fórmula estàndard o les basades en soia. El desenvolupament de les fórmules de proteïna d'arròs inclou arròs modificat genèticament amb alt contingut de lisina i treonina, a part de la suplementació amb minerals apropiats i barreja de greixos.

## Producció
La producció de fórmules infantils ha d'estar relacionada amb les Bones Pràctiques de Manufactura (GMP) actuals, els procediments de control de qualitat, els factors de qualitat, els registres i informes i les notificacions.
En alguns casos és possible que les llets de fórmula no proporcionin els nivells adequats de ferro tal com estipula la llei federal d'aliments, medicaments i cosmètics i les regulacions de l'FDA. Els productes de fórmula infantil que contenen menys d'1 mg de ferro per cada 100 calories han d'incloure una declaració a l'etiqueta que indiqui que pot ser necessari administrar ferro addicional. La ingesta inadequada de ferro durant la infància pot provocar anèmia ferropènica que, si no es tracta, té resultats irreversibles en el desenvolupament cognitiu i funcional.
La FDA adverteix als consumidors que hi ha fórmules infantils que no segueixen el procediment de producció i comercialització d'acord amb les normes reguladores federals. Hi ha alguns sistemes que no compten amb la detecció de bacteris, com per exemple, el Cronobacter que pot causar infeccions greus i de vegades mortals en nens. Aquest bacteri és un patogen oportunista, és a dir, aprofita per a causar malalties infeccioses a neonats i individus immunocomprometits. Aquests organismes afecten al sistema nerviós central, de manera que poden esdevenir diferents problemes neurològics.
Per a detectar les diferents espècies de Cronobacter es fan servir diversos mètodes: basats en cultius, PCR, detecció immunològica, detecció de biosensors i altres como la espectrometría de masses.

## Comparació amb la llet materna humana
|               | Llet materna | Llet de fórmula |
| ------------- | --- | --- |
| Avantatges    | - Redueix el risc de que la mare pateixi càncer de mama i ovari, malalties del cor i diabetis. - Disminueix el risc de que l'infant pateixi la síndrome de mort sobtada infantil (SIDS).                                                      | - Es pot controlar de manera més exacta la quantitat que s'administra a l'infant. - Els nadons no necessiten menjar tan sovint com els lactants. |
| Inconvenients | - S'ha de vigilar el consum de medicaments, cafeïna i alcohol, ja que, algunes substàncies que se insereixen al cos es transmeten al nadó a través de la llet. - Si el nadó es intolerant a la lactosa pot causar problemas al seu organisme. | - No proporciona la mateixa protecció contra les infeccions i malalties ja que en el cas de la llet materna es secreten anticossos IgA. - Pot causar problemes digestius com restrenyiment i gasos. També altres com atòpia, diabetes mellitus i obesitat infantil. |

## Comercialització
Les Nacions Unides calculen que la població mundial actual creixerà en mil milions durant els pròxims anys. Aquest augment impulsarà la demanda mundial de la fórmula infantil fent que el seu mercat sigui la categoria d'aliments envasats de més ràpid creixement, aconseguint guanys superiors al 7% a l'any. Alguns experts de la indústria prediuen un creixement anual encara més alt del 8% al 9%, amb una demanda impulsada per Àsia i, més particularment, per la Xina.
Les fórmules infantils estan disponibles en tres formats. Es poden prendre en pols, que és el format més barat i s'ha de barrejar amb aigua abans d'ingerir-la. També hi ha un format líquid que és un líquid concentrat que s'ha de barrejar amb una quantitat igual d'aigua. I, per acabar, tenim un format llest per alimentar al nadó, el qual és el format més car ja que no requereix del pas previ de mescla.
Quan es prepara l'aliment, s'ha de tenir en compte que és convenient individualitzar per a cada nadó les normes d'ús d'aquests productes, tant per cubrir les seves necessitats com per a no sobrealimentar-los i aconseguir un creixement i desenvolupament òptim. El fet que es dilueixi excessivament, pot ocasionar al lactant que guanyi menys pes. Per a que aquesta individualització sigui correcta, cal observar la resposta del nadó enfront a l'alimentació.
Existeixen dues mesures higièniques molt importants. Per una banda, és imprescindible que la persona que s'encarregui de preparar l'aliment ho faci utilitzant molt acuradament les mesures proposades per la casa comercial, sinó pot comportar conseqüències com deshidratacions hipertòniques i fins i tot acidosi. Una altra mesura que s'ha de tenir en compte és que l'aigua utilitzada ha d'estar prèviament bullida, però en el moment de barrejar-se amb la fórmula la temperatura no ha de superar els 40 °C, ja que sinó es podrien degradadar les proteïnes termolàbiles.